# Eredivisie 2018-19
L'Eredivisie 2018-19 va ser la 63a edició de l'Eredivisie, la primera divisió de futbol neerlandesa. La temporada va començar el 10 d'agost de 2018 i va acabar el 12 de maig de 2019.

## Classificació
A 19 abril 2019

## Golejadors
A 14 abril 2019
| Pos | Jugador               | Club            | Gols |
| --- | --------------------- | --------------- | ---- |
| 1   | Luuk de Jong          | PSV Eindhoven   | 26   |
| 2   | Dušan Tadić           | AFC Ajax        | 22   |
| 3   | Hirving Lozano        | PSV Eindhovein  | 17   |
| 4   | Robin van Persie      | Feyenoord       | 15   |
| 4   | Hakim Ziyech          | AFC Ajax        | 15   |
| 4   | Adrià Dalmau          | Héracles Almelo | 15   |
| 7   | Sam Lammers           | Heerenveen      | 14   |
| 7   | Abdenasser El Khayati | ADO Den Haag    | 14   |
| 7   | Michel Vlap           | Heerenveen      | 14   |
| 7   | Klaas-Jan Huntelaar   | Ajax            | 14   |

## Play-off de descens
(-)